# Utkání snů 1998
Utkání snů byl exhibiční zápas v ledním hokeji odehraný 6. srpna 1998 v Praze. V zápase se utkal výběr světa, vedený trenérem Johnem Mucklerem s reprezentačním týmem České republiky, který ten rok vyhrál zimní olympijské hry.
Utkání mělo především exhibiční charakter. Výtěžek z celé akce činil 2 750 000 Kč a byl věnován na dobročinné účely.
O organizaci utkání se nejvíce zasloužili hráči Dominik Hašek a Jaromír Jágr, kteří oba vyjednávali v zámoří účast zahraničních hvězd a celkově se podíleli na organizaci. Petr Svoboda, který se nemohl zúčastnit oslav na Staroměstském náměstí po návratu z Nagana, si to tímto utkáním dle svých slov velmi vynahradil.
Během slavnostního nástupu obou mužstev sklidil nejmohutnější potlesk Miloš Holaň, který se na led vrátil po více než dvou letech, které zameškal kvůli těžké nemoci.
Pro legendu světového hokeje Vjačeslava Fetisova to byl poslední zápas jeho velmi bohaté kariéry, kterou ukončil právě v roce 1998.
Utkání se měl zúčastnit i Wayne Gretzky, na poslední chvíli však musel odmítnout z důvodu pracovní vytíženosti.

## Soupiska Zlatého týmu
| Zlatý tým | Zlatý tým            | Zlatý tým           | Zlatý tým |
| Post      | Hráč                 | Klub                |           |
| --------- | -------------------- | ------------------- | --------- |
| Brankáři  | Dominik Hašek        | Buffalo Sabres      |           |
|           | Roman Čechmánek      | HC Vsetín           |           |
| Obránci   | Libor Procházka      | AIK Stockholm       |           |
|           | Jaroslav Špaček      | Färjestads BK       |           |
|           | Petr Svoboda         | Philadelphia Flyers |           |
|           | Richard Šmehlík      | Buffalo Sabres      |           |
|           | Roman Hamrlík        | Edmonton Oilers     |           |
|           | Jiří Šlégr           | Pittsburgh Penguins |           |
| Útočníci  | Pavel Patera         | AIK Stockholm       |           |
|           | Robert Lang          | Pittsburgh Penguins |           |
|           | Martin Procházka     | Toronto Maple Leafs |           |
|           | Robert Reichel "A"   | New York Islanders  |           |
|           | David Moravec        | HC Vítkovice        |           |
|           | Milan Hejduk         | HC Pardubice        |           |
|           | Martin Ručinský      | Montreal Canadiens  |           |
|           | Martin Straka        | Pittsburgh Penguins |           |
|           | Jiří Dopita          | HC Vsetín           |           |
|           | Josef Beránek        | HC Vsetín           |           |
|           | Jaromír Jágr "A"     | Pittsburgh Penguins |           |
|           | Vladimír Růžička "C" | HC Slavia Praha     |           |
| Trenéři   | Ivan Hlinka          |                     |           |
|           | Slavomír Lener       |                     |           |
|           | Vladimír Martinec    |                     |           |
|           | Jan Čaloun*          | IFK Helsinky        |           |

- *Jan Čaloun hrál v Naganu jako útočník, vzhledem k jeho zranění v době Utkání snů však vypomáhal jako 4. trenér na střídačce.
- Na soupisce chybí dva naganští medailisté František Kučera (obránce) a Milan Hnilička (brankář), oba byli se svým týmem HC Sparta Praha na turné v Japonsku.[1]

## Soupiska Týmu Hvězd
| Tým Hvězd v Utkání snů 1998 | Tým Hvězd v Utkání snů 1998 | Tým Hvězd v Utkání snů 1998 | Tým Hvězd v Utkání snů 1998 |
| Post                        | Hráč                        | Země                        | Klub                        |
| --------------------------- | --------------------------- | --------------------------- | --------------------------- |
| Brankáři                    | Michail Štalenkov           | Rusko                       | Anaheim Mighty Ducks        |
|                             | Roman Turek                 | Česko                       | Dallas Stars                |
| Obránci                     | Alexej Žitnik               | Rusko                       | Buffalo Sabres              |
|                             | Vjačeslav Fetisov "C"       | Rusko                       | Detroit Red Wings           |
|                             | František Musil             | Česko                       | Edmonton Oilers             |
|                             | Janne Niinima               | Finsko                      | Edmonton Oilers             |
|                             | Miloš Holaň                 | Česko                       | Anaheim Mighty Ducks        |
|                             | Michal Sýkora               | Česko                       | Tampa Bay Lightning         |
|                             | Esa Tikkanen*               | Finsko                      | Washington Capitals         |
|                             | Jozef Stümpel*              | Slovensko                   | Boston Bruins               |
| Útočníci                    | Jari Kurri                  | Finsko                      | Colorado Avalanche          |
|                             | Otakar Janecký              | Česko                       | Jokerit Helsinki            |
|                             | Teemu Selänne               | Finsko                      | Anaheim Mighty Ducks        |
|                             | Robert Kron                 | Česko                       | Carolina Hurricanes         |
|                             | Alexej Jašin "A"            | Rusko                       | Ottawa Senators             |
|                             | Daniel Alfredsson           | Švédsko                     | Ottawa Senators             |
|                             | Žigmund Pálffy              | Slovensko                   | New York Islanders          |
|                             | Saku Koivu                  | Finsko                      | Montreal Canadiens          |
|                             | Peter Bondra                | Slovensko                   | Washington Capitals         |
|                             | Miroslav Šatan              | Slovensko                   | Buffalo Sabres              |
|                             | Michael Peca                | Kanada                      | Buffalo Sabres              |
|                             | Matthew Barnaby             | Kanada                      | Buffalo Sabres              |
| Trenéři                     | John Muckler                | Kanada                      | New York Rangers            |

- *Esa Tikkanen i Jozef Stümpel jsou útočníci, z nedostatku obránců byli obsazeni na pozice obránců.
- Na utkání byli pozváni i hráči jako např. John LeClair či Eric Lindros, nebyli však uvolněni svými domácími kluby.

## Průběh Utkání snů
| 6. srpna 1998 20:00 | Zlatý tým | 10–7 (4–0, 4–3, 2–4)                                                  | Tým Hvězd | Sportovní hala, Praha Návštěvnost: 14 000                       |  |
| Dominik Hašek Roman Čechmánek (29:24) | Dominik Hašek Roman Čechmánek (29:24) | Brankáři                                                              | Roman Turek Michail Štalenkov (20:00) | Rozhodčí: František Rejthar Čároví: Jaromír Brázdil Pavel Halas |  |
| Robert Reichel (Robert Lang) - 08:04 Martin Ručinský - 08:21 Alexej Jašin (vlastní gól) - 13:20 Jiří Dopita (Josef Beránek) - 14:45 Martin Procházka (Milan Hejduk) - 25:30 Milan Hejduk (Pavel Patera) - 30:04 Jiří Šlégr (Jaromír Jágr) - 32:12 Milan Hejduk (Roman Hamrlík) - 34:53 Jaromír Jágr - 52:12 Martin Procházka (Milan Hejduk) - 53:57 | Robert Reichel (Robert Lang) - 08:04 Martin Ručinský - 08:21 Alexej Jašin (vlastní gól) - 13:20 Jiří Dopita (Josef Beránek) - 14:45 Martin Procházka (Milan Hejduk) - 25:30 Milan Hejduk (Pavel Patera) - 30:04 Jiří Šlégr (Jaromír Jágr) - 32:12 Milan Hejduk (Roman Hamrlík) - 34:53 Jaromír Jágr - 52:12 Martin Procházka (Milan Hejduk) - 53:57 | 1–0 2–0 3–0 4-0 4-1 4-2 5-2 6-2 7-2 7-3 8-3 8-4 8-5 8-6 9-6 10-6 10-7 | 20:17 Alexej Žitnik 23:15 Michal Sýkora 33:19 Peter Bondra (Saku Koivu) 41:50 - Peter Bondra (Žigmund Pálffy) 43:10 - Mike Peca (Matthew Barnaby) 47:40 - Daniel Alfredsson (Alexej Žitnik) 55:20 - Miroslav Šatan (Daniel Alfredsson) | Rozhodčí: František Rejthar Čároví: Jaromír Brázdil Pavel Halas |  |
| 0 min | 0 min | Tresty                                                                | 0 min | Rozhodčí: František Rejthar Čároví: Jaromír Brázdil Pavel Halas |  |